# Chelidonium nepalense
Chelidonium nepalense là một loài bọ cánh cứng trong họ Cerambycidae.